# Jocelyne Ratignier
Jocelyne Ratignier (* 4. Juli 1954 in Belleville-sur-Saône, seit 2019 ein Teil der Kleinstadt Belleville-en-Beaujolais) ist eine ehemalige französische Fußballspielerin. Sie ist die weltweit erste Torschützin in einem von der FIFA anerkannten, offiziellen Länderspiel in der Geschichte des Frauenfußballs.

## Vereinskarriere
Jocelyne Ratignier wuchs in einer fußballbegeisterten Winzerfamilie auf, in der sie von klein auf regelmäßig mit ihren Brüdern Fußball spielte. Vereine, in denen man diesem Sport als Mädchen nachgehen konnte, gab es vor Ende der 1960er Jahre in dieser Region noch nicht. Das änderte sich erst, als der Ex-Nationalspieler Jean Belver bei einem Klub in der Départementshauptstadt Mâcon sich neben dem Training der männlichen Jugend auch für die Schaffung von Frauenfußballmannschaften einsetzte und dann auch Ratignier ausbildete. Belver machte sie im seinerzeit häufig praktizierten 4-2-4-System zu einer Mittelfeldspielerin, die eigener Aussage zufolge zwar gelegentlich auch ein Tor geschossen hat, es aber vorzog, sich Bälle am eigenen Strafraum zu holen und dann einen Angriff des eigenen Teams aufzubauen: „Ich liebte das kollektive Spiel, […] und eine gute Vorlage zu geben, hat mich stets hoch erfreut.“
Im Vereinssport war die nur 1,50 Meter groß gewachsene Jocelyne Ratignier lediglich bis 1974 aktiv, hauptsächlich für den FC Mâcon, aus dessen Frauenabteilung später der Racing Club Flacé-Mâcon hervorging. Zudem trug sie kurz auch den Dress des SC Caluire Saint-Clair, von Stade Reims (während ihrer Berufsausbildung in Amiens) und von Lazio Rom, mit deren Frauen sie jeweils als „Gastspielerin“ bei wenigen Turnieren – häufig im Ausland – antrat. Als in Frankreich in der Saison 1974/75 zum ersten Mal eine Landesmeisterschaft ausgespielt wurde, hatte sie sich bereits vollständig auf ihren Beruf als Sportlehrerin im Schuldienst konzentriert, wobei sie den Fußball durchaus in den Mittelpunkt ihrer Unterrichtspraxis stellte. Sie war darin bis 2017 tätig und lebt seither im Ruhestand.

## In der Nationalmannschaft
Jocelyne Ratignier hat zwei (offizielle) A-Länderspiele für Frankreich zu Buche stehen, beide im Jahr 1971. Ihre darin erzielten drei eigenen Treffer – ein Hattrick in der 7., 16. und 51. Spielminute – gelangen ihr am 17. April 1971 in einem Spiel gegen die Niederlande vor rund 1.000 Zuschauern in Hazebrouck; das Tor zum 4:0-Endstand schoss Marie-Claire Harant. Fast 50 Jahre später erinnert sich Ratignier nur noch an eines ihrer Tore, einen Fernschuss; welcher Treffer es war, weiß sie auch nicht mehr.
Diese Partie war ein Qualifikationsmatch zur von der FIFA bis heute nicht anerkannten FIEFF-Weltmeisterschaft 1971 in Mexiko. Die Begegnung gegen die Niederlande hingegen hat der Weltfußballverband im zeitlichen Umfeld der Weltmeisterschaft 2011 als erstes offizielles Match der Frauenfußballgeschichte definiert (siehe den Artikel „Frauen der ersten Stunde“ unter Weblinks); der französische Verband FFF benötigte sogar noch einige Jahre mehr, ehe er es in seinen Statistiken berücksichtigte.
Ratigniers zweites und letztes von der FFF gezähltes Spiel war eine Auswärtspartie bei den Italienerinnen im November 1971, die 2:2 endete. Allerdings trug sie zusätzlich bei diversen Matches, die bisher nicht als offiziell zählen, den Nationaldress. Bereits im September 1970 berücksichtigte Frankreichs erster Frauen-Nationaltrainer Pierre Geoffroy die gerade erst 16-Jährige bei einem Heimspiel gegen Italien – auf die Empfehlung von Jean Belver hin, wie Jocelyne Ratignier sich erinnerte. Bei der Weltmeisterschaft in Mexiko (August/September 1971) stand sie in allen drei Spielen der Französinnen gegen Dänemark, Italien und England in der Startformation auf dem Rasen und hatte so an Frankreichs fünftem Platz bei diesem Turnier ihren Anteil. Dass sie mit 17 Jahren an einer – wenn auch nicht offiziellen – Weltmeisterschaft teilnehmen konnte, hatte sie damals als großes Geschenk empfunden. Die Tatsache, dass die FIFA noch zwanzig Jahre benötigte, ehe sie selbst eine Frauen-WM veranstaltete, kommentierte sie später mit den Worten:

„Ich bin glücklich über die Entwicklung [des Frauenfußballs]. Ich weiß nur nicht, wie ich es finde, dass dies so lange gedauert hat.“

Im Mai 1972 erfolgte ihr letzter Länderspieleinsatz bei einem Freundschaftsspiel in Basel gegen die Schweiz.